# Styloctetor lehtineni
Styloctetor lehtineni is een spinnensoort in de taxonomische indeling van de hangmatspinnen (Linyphiidae).
Het dier behoort tot het geslacht Styloctetor. De wetenschappelijke naam van de soort werd voor het eerst geldig gepubliceerd in 1998 door Yuri M. Marusik & Andrei V. Tanasevitch.